# Кара-Богаз-Гол
Ка́ра-Бога́з-Гол (туркм. Garabogazköl, дослівно — «озеро чорної протоки») — озеро на заході Туркменістану. Площа 18 000 км².
На берегах озера знаходиться басейн соляного осадонакопичення.
До 1980 року — затока-лагуна Каспійського моря, що з'єднувалася з ним вузькою (до 200 м) протокою. У 1980 році протока перекрита глухою дамбою, у результаті чого озеро обміліло, солоність підвищилася (понад 310 ‰). У 1984 році для підтримки мінімально необхідного рівня розсолу була побудована водопропускна споруда. Через високу випаровуваність площа водного дзеркала сильно змінюється залежно від сезону.

## Етимологія
Назва озера може перекладатись з туркменської мови як «Озеро чорної пащі (горла)» або як «Озеро чорної протоки» (слово bogaz має два значення).

## Промислове значення
Промислова сировина представлена відкладеннями солей (галіт, глауберит, бльодит, епсоміт та інш.), поверхневою ропою затоки (солоність понад 300 ‰) і підземними розсолами (запаси останніх 16 км³). Крім сольової й гідромінеральної сировини, відомі родовища нерудних будматеріалів (крейди, доломіту, гіпсу та інш.). Донні відклади затоки представлені олігоценовими глинами, послідовно перекритими 4 горизонтами мулу і солі. Найбільший — другий соляний горизонт (потужність солі до 10 м). Є одним із найбільших родовищ мірабіліту.